# وي تيان سياك
وي تيان سياك مواليد 26 أبريل 1921 - الوفاة 29 يوليو 2004، هو لاعب كرة سلة صيني سنغافوري. مثّل منتخب بلاده في دورة الألعاب الأولمبية الصيفية سنة 1948 ومثّل منتخب سنغافورة في دورة الألعاب الأولمبية سنة 1956.

## روابط خارجية
- وي تيان سياك على موقع الاتحاد الدولي لكرة السلة (الإنجليزية)
- وي تيان سياك على موقع سبورتس رفرنس (الإنجليزية)
- وي تيان سياك على موقع أوليمبيديا (الإنجليزية)